# Forkhead-Box-Protein O3
Das Forkhead-Box-Protein O3 (FOXO3, ältere Bezeichnungen sind unter anderem FOXO3A, FKHRL1 oder AF6q21) ist ein Transkriptionsfaktor in Tieren und Pilzen, der im Menschen vom FOXO3-Gen codiert wird. Das FOXO3-Gen wird in populär- oder nicht-wissenschaftlichen Veröffentlichungen häufig als Alters-Gen, Greisen-Gen oder Methusalem-Gen bezeichnet.

## Lage, Aufbau und Funktion
Das Genprodukt von FOXO3 gehört zur Familie der Forkhead-Box-Proteine. Es ist ein Transkriptionsfaktor, der sich im Zellkern an bestimmte Stellen der DNA heftet und so die Transkription von Genen beeinflusst. Zur FOXO-Familie gehören beim Menschen noch FOXO1, FOXO4 und FOXO6.
Das FOXO3-Gen befindet sich beim Menschen auf Chromosom 6 Genlocus q21. Ein Pseudogen ist auf Chromosom 17 Genlocus p11. FOXO3 besteht aus mindestens drei Exons und zwei Introns. Es belegt mindestens 90 kb. Das Genprodukt besteht aus 673 Aminosäuren.
Akuter Nahrungsentzug bewirkt bei Mäusen eine erhöhte Expression von Sirtuin-1 und von FOXO3. Dadurch wird die Widerstandsfähigkeit der Zellen gegen oxidativen Stress erhöht. Das Abschalten des FOXO3-Gens (Gen-Knockout) bewirkt, dass das Enzym Sirtuin-1 bei Nahrungsentzug nicht vermehrt exprimiert wird. Die Stimulation der Sirtuin-1-Transkription durch FOXO3 wird durch zwei p53 Bindungsstellen im Sirtuin-1-Promotor vermittelt.

## FOXO3 und das Altern
Durch Stress aktivierte Proteinkinasen, wie JNK und p38, können die Expression von FOXO3 stimulieren. Dies wiederum führt zu vermindertem Zellwachstum und verminderter Zellteilung, unter anderem durch Inhibierung von Akt/PKB. Die Zelle geht in den Zustand der Quieszenz. FOXO3 erhöht zudem die Expression der antioxidativen Enzyme Mangan-Superoxid-Dismutase (MnSOD) und Eisen-Superoxid-Dismutase (FeSOD), sowie der Katalase. Allerdings kann FOXO3 auch die Apoptose (programmierter Zelltod) in Gang setzen.
Für Aufsehen sorgte 2009 die Studie einer Kieler Forschergruppe um Friederike Flachsbart, Almut Nebel und Stefan Schreiber, bei der DNA-Proben von 388 hundertjährigen Deutschen mit 731 jüngeren Personen verglichen wurden. Auffällig war dabei, dass ein bestimmtes Allel des FOXO3-Gens bei den Hundertjährigen besonders häufig anzutreffen ist.
In der Presse wurden danach Begriffe wie Langlebigkeits-Gen, Alters-Gen, Greisen-Gen oder Methusalem-Gen verwendet.
Bereits im September 2008 hatte eine US-amerikanische Forschergruppe festgestellt, dass der FOXO3-Genotyp einen erheblichen Einfluss auf die Lebenserwartung eines Menschen hat. Studien in anderen Ländern kamen zu gleichen Ergebnissen.
Wiederum Forscher der Christian-Albrechts-Universität zu Kiel (CAU) identifizierten 2012 das FoxO-Gen als Verursacher potentieller Unsterblichkeit bei Süßwasserpolypen. Damit ist gezeigt, dass FOXO-Proteine mit ihrer Funktion als wichtige Transkriptionsfaktoren in der Evolution der Tiere konserviert wurden, deren Auswirkung bei langlebigen Menschen besonders auffällt.
Nicht-wissenschaftliche Berichte geben den Sachverhalt um FOXO3 mitunter falsch wieder. Deswegen sei klargestellt: Jeder Mensch hat dieses Gen in seinem Genom. Bei den besonders langlebigen Menschen wurden jedoch zwei single-nucleotid Varianten dieses Gens gefunden und ihre Funktion im Experiment bestätigt. Nur diese Varianten des FOXO3-Gens tragen zur auffällig erhöhten Lebensdauer dieses Personenkreises bei.